# Finline

Schema einer Finline: Die in das Innere des Hohlleiters hineinragenden Metallbereiche (gelb) erinnern an die Finne (Flosse) eines Fischs

Finline (geschrieben auch Fin line oder Fin-line; deutsch Finnleitung) ist eine in der Hochfrequenz- (HF) und Mikrowellentechnik verwendete Form eines Wellenleiters.
Diese damals innovative Leitungsform wurde im Dezember 1974 von Paul J. Meier in den IEEE‑MTT (Transactions on Microwave Theory and Techniques) des US‑amerikanischen Institute of Electrical and Electronics Engineers (IEEE) beschrieben.

## Name
Der Name ist angelehnt an die Rückenflosse eines Fischs, auch genannt Finne. Ähnlich wie die Rückenflosse eines Fischs ins Wasser, ragt die Finline in das E‑Feld des Hohlleiters hinein. Die zuweilen verwendete deutsche Übersetzung Finleitung ist wenig gebräuchlich und überdies inkonsequent. Eine konsequente Übersetzung ist Finnleitung, ein Name der gelegentlich verwendet wird.

## Aufbau

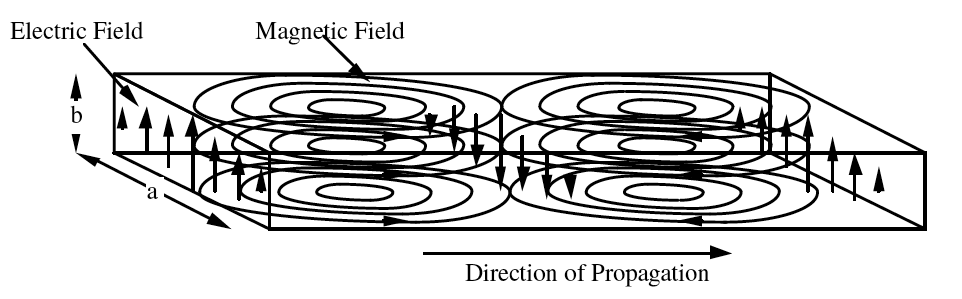
Das elektrisches Feld (Electric Field) ist am stärksten in der Mitte der Breitseite (a) eines Hohlleiters

Die Finline stellt eine Ausführungsform einer Schlitzleitung (englisch slotline) dar, die in der Mitte der Breitseite (a) eines Rechteckhohlleiters in Längsrichtung senkrecht montiert ist. Hier ist die elektrische Feldstärke E am größten und die E‑Feldlinien verlaufen parallel zur Metallisierung der Finne. Somit ist eine gute Wechselwirkung gegeben und auch Ein- und Auskopplungen lassen sich effizient realisieren.

## Verwendung
Vorteile der Finline sind ihre geringen Verluste und die durch den umhüllenden Hohlleiter gegebene Schirmung. Im Gegensatz zu einer „offenen“ Schlitzleitung tritt hier keine Abstrahlung auf und auch keine möglicherweise störende Einstrahlung. Ferner erlaubt die Finline das leichte Einbringen von Bauelementen, wie beispielsweise Dioden, in Hohlleiterstrukturen. Außerdem lassen sich auch Filter, insbesondere Bandpassfilter, mit ihrer Hilfe gut realisieren.

## Varianten

Varianten der Finline: (A) unilateral (Standard), (B) bilateral, (C) antipodal, (D) antipodal mit starker Kopplung, (E) isoliert

Neben der unilateralen Standard-Version, bei der sich die Metallisierung (oft Gold) auf nur einer Seite des dielektrischen Substrats (braun im Bild) befindet, gibt es diverse Varianten. Dazu gehören die bilaterale (B), die antipodale (C), die antipodale mit starker Kopplung durch überlappende Leiterbereiche (D) sowie die isolierte (englisch insulated) Ausführungsform (E).